# Khirbet Subin
Khirbet Subin (tiếng Ả Rập: خربة سوبين) là một ngôi làng Syria nằm trong phó huyện Mahardah ở huyện Mahardah thuộc tỉnh Hama. Theo Cục Thống kê Trung ương Syria (CBS), Khirbet Subin có dân số 310 người trong cuộc điều tra dân số năm 2004.